# Дрейер, Джеральд
Дже́ральд Дре́йер (англ. Gerald Dreyer; 22 сентября 1929, Претория — 5 сентября 1985, там же) — южноафриканский боксёр полусредней и лёгкой весовых категорий. В конце 1940-х годов выступал за сборную ЮАР: чемпион летних Олимпийских игр в Лондоне, чемпион национального первенства, участник многих международных турниров и матчевых встреч. В период 1948—1955 боксировал на профессиональном уровне, владел титулами чемпиона Южной Африки и Британской империи.

## Биография
Джеральд Дрейер родился 22 сентября 1929 года в городе Претория. В 1948 году благодаря череде удачных выступлений удостоился права защищать честь страны на летних Олимпийских играх в Лондоне — одолел здесь всех своих соперников в полусредней весовой категории, в том числе датчанина Свенна Вада и бельгийца Йозефа Виссерса в полуфинале и финале соответственно. Получив золотую олимпийскую медаль, Дрейер решил попробовать себя среди профессионалов и покинул сборную.
Его профессиональный дебют состоялся уже в декабре 1948 года, своего первого оппонента он победил по очкам в четырёх раундах. В течение трёх последующих лет провёл множество удачных поединков, завоевал и защитил титул чемпиона Южной Африки в лёгком весе, но в августе 1951 года потерпел первое в карьере поражение, нокаутом в первом раунде.
Несмотря на проигрыш, Дрейер продолжил активно выходить на ринг, в конце 1952 года стал чемпионом Британской империи и стран Содружества, однако затем вновь настала полоса неудач. Джеральд Дрейер оставался действующим спортсменом вплоть до 1955 года, но в последнее время уже не показывал сколько-нибудь значимых результатов. Всего в профессиональном боксе он провёл 50 боёв, из них 40 окончил победой (в том числе 22 досрочно), 8 раз проиграл, в двух случаях была зафиксирована ничья. Умер 5 сентября 1985 года в Претории.